# Pierre Levasseur
Pour les articles homonymes, voir Levasseur.
Cet article possède un paronyme, voir Pierre Vavasseur.
Pierre Georges Albert Levasseur,, né le 16 juillet 1890 dans le 10e arrondissement de Paris, et mort le 2 août 1941 dans le 7e arrondissement de Paris,,, est un constructeur aéronautique français. Pendant l’entre-deux-guerres, il a produit une quinzaine de types d’appareils pour la Marine nationale française.

## Biographie
Pierre Levasseur est le fils d’Édouard Levasseur et de Guiditta de Siebenthal, son épouse.

### Belle Époque
Il débute dans la construction aéronautique à 19 ans, lorsqu'il présente au premier « Salon de la locomotion aérienne » de 1909, qui se déroule du 25 septembre au 17 octobre 1909, un dispositif de propulsion adaptable à un hélicoptère,. Il pense déjà à construire des avions, et au cours de ce salon il acquiert la licence de fabrication de l'avion Fernandez numéro 03, qui y est exposé. Il ouvre un modeste atelier rue de Javel à Paris 15e arrondissement et installe un bureau au n° 47 de la rue d'Hauteville, à Paris 10e arrondissement. Cet atelier lui permet de fabriquer ses premières hélices, en bois, qui ont rapidement du succès. À force de recherches pour améliorer les formes de ses pales, Levasseur parvient à s'imposer sur le marché alors balbutiant de l'aviation. Leur caractéristique est de présenter un bord d'attaque à courbure négative. Ces hélices rencontrent un vif succès, en particulier à l’exportation. Sur les 26 000 hélices produites en France entre 1909 et août 1914, près d’un tiers est exporté et Levasseur fait fortune avec cette production.
L'acquisition de la licence Fernandez lui permet de construire deux machines, légèrement modifiées par rapport à l'original. L'un de ces appareils est équipé d'un moteur rotatif Gnome Omega de 50 ch, et l'autre d'un moteur à huit cylindres en ligne ENV de 90 ch. Tous deux sont dotés d'une hélice Levasseur. Il ouvre également une école de pilotage sur l'aérodrome de Juvisy (Port-Aviation), et choisit pour chef pilote François Denhaut, dont le nom sera plus tard associé à la construction d'hydravions. Denhaut obtient d'ailleurs son brevet de pilote (numéro 690) sur l'un des biplans.
L'année 1911 voit la consécration du constructeur d'hélices qu'est devenu Pierre Levasseur. Ses propulseurs équipent alors les avions des plus grands noms de l'aviation : Blériot, Nieuport, Deperdussin et autres. Il semble que les formes des premières hélices Levasseur sont particulièrement bien adaptées aux avions de l'époque. Elles sont réputées favoriser le rendement du moteur au maximum, sans vibrations.
En 1912, Pierre Levasseur effectue son service militaire au sein du 2e groupe d'aviation de Reims. Pendant cette période, il ne reste pas inactif et conçoit sa première hélice à pas dit réglable. L'atelier de la rue de Javel tourne à plein rendement car en plus du marché civil, Levasseur fournit également l'Aéronautique militaire naissante.
Du côté avions, les progrès sont moins spectaculaires. Levasseur ne conçoit pas encore ses propres aéroplanes, mais il accueille les projets de plusieurs ingénieurs « sans toit », leur permettant de réaliser leurs créations dans ses ateliers. En 1913, il construit sur plans deux appareils qui n'ont aucun succès : le Landeroin-Robert, un triple monoplan, et le
« Tubavion » dessiné par messieurs Charles Ponche et Maurice Primard. Ce dernier constitue la première tentative au monde de construction d'avion entièrement métallique,. Peu avant la Première Guerre mondiale, Levasseur entame la construction d'un troisième biplan du type Fernandez, qui demeure inachevé à cause des événements.

### Première Guerre mondiale
À la fin de la première année de guerre, Levasseur fut renvoyé à l'arrière afin de remettre en route ses ateliers. Désormais trop petits, ceux-ci furent transférés place Félix-Faure. A la signature de l'Armistice de 1918, Levasseur avait produit 350 avions de chasse SPAD, des voilures pour des hydravions FBA et plus de 1 500 hélices. Les hélices Levasseur sont montées sur les appareils les plus populaires, les Caudron G.3 monomoteur, G.4 bimoteur, G.6 et R.4 de combat, les chasseurs monoplaces Morane-Saulnier, le SPAD S.VII et surtout les hydravions de combat, les plus répandus étant les Schreck-FBA. Levasseur devient également sous-traitant pour la firme FBA d’Argenteuil.

### Entre-deux-guerres
C'est durant l'Entre-deux-guerres que la firme Levasseur accède au « club » restreint des constructeurs aéronautiques français, avec la réalisation d'avions pour la Marine nationale. Les avions de Pierre Levasseur avaient la particularité d’avoir un fuselage dit « marin » : ils avaient la possibilité de larguer leur train d'atterrissage et d’amerrir grâce à une coque profilée. Toutefois, ce n’était pas des hydravions, ne pouvant redécoller.
Avec l'aide de Charles Fréchet, directeur des fabrications, Levasseur conclut un accord avec le constructeur britannique Blackburn pour réaliser en France un avion torpilleur embarqué, dessiné chez Blackburn : le PL 2. ce fut le premier avion à équiper le porte-avions Béarn, le premier porte-avions français en juin 1926.
En 1927, il met au point pour Charles Nungesser et François Coli le PL 8 baptisé l'Oiseau blanc, à bord duquel les aviateurs disparurent lors de leur traversée de l’océan Atlantique le 8 mai 1927.

## Distinctions
- Chevalier de la Légion d'honneur (1922).

## Avions du constructeur
- PL 1
- PL 2
- PL 3
- PL 4
- PL 5
- PL 6
- PL 7
- PL 8
- PL 9
- PL 10
- PL 11
- PL 12
- PL 13
- PL 14
- PL 15
- PL 200
- PL 400